# Portage la Prairie
Portage la Prairie är en ort i Kanada.   Den ligger i provinsen Manitoba, i den sydöstra delen av landet, 1 800 km väster om huvudstaden Ottawa. Portage la Prairie ligger 263 meter över havet och antalet invånare är 12 957. Den ligger vid sjöarna  Crescent Lake och George Lake.
Terrängen runt Portage la Prairie är mycket platt. Det finns inga andra samhällen i närheten.
Trakten runt Portage la Prairie består till största delen av jordbruksmark. Runt Portage la Prairie är det mycket glesbefolkat, med 3 invånare per kvadratkilometer.